# انگلبوشتل
انگلبوشتل (به آلمانی: Engelbostel) یک منطقهٔ مسکونی در آلمان است که در لانگنهاگن واقع شده‌است. انگلبوشتل ۳٬۰۰۰ نفر جمعیت دارد و ۵۵ متر بالاتر از سطح دریا واقع شده‌است.